# Gran Zebrù
Le Gran Zebrù en italien ou Königspitze (littéralement « pointe du Roi ») en allemand est un sommet des Alpes, culminant à 3 851 m, dans le massif de l'Ortles, dont il est le deuxième sommet le plus élevé après l'Ortles, en Italie. Sur la frontière entre le Trentin-Haut-Adige et la Lombardie, c'est également le deuxième sommet le plus élevé du Trentin-Haut-Adige.

## Toponymie
La montagne, située exactement à la frontière entre la Valteline et le Tyrol, et donc entre la Lombardie et le Tyrol du Sud, a deux noms qui vont côte à côte dans la cartographie officielle : Gran Zebrù en italien et Königsspitze en allemand.

## Géographie

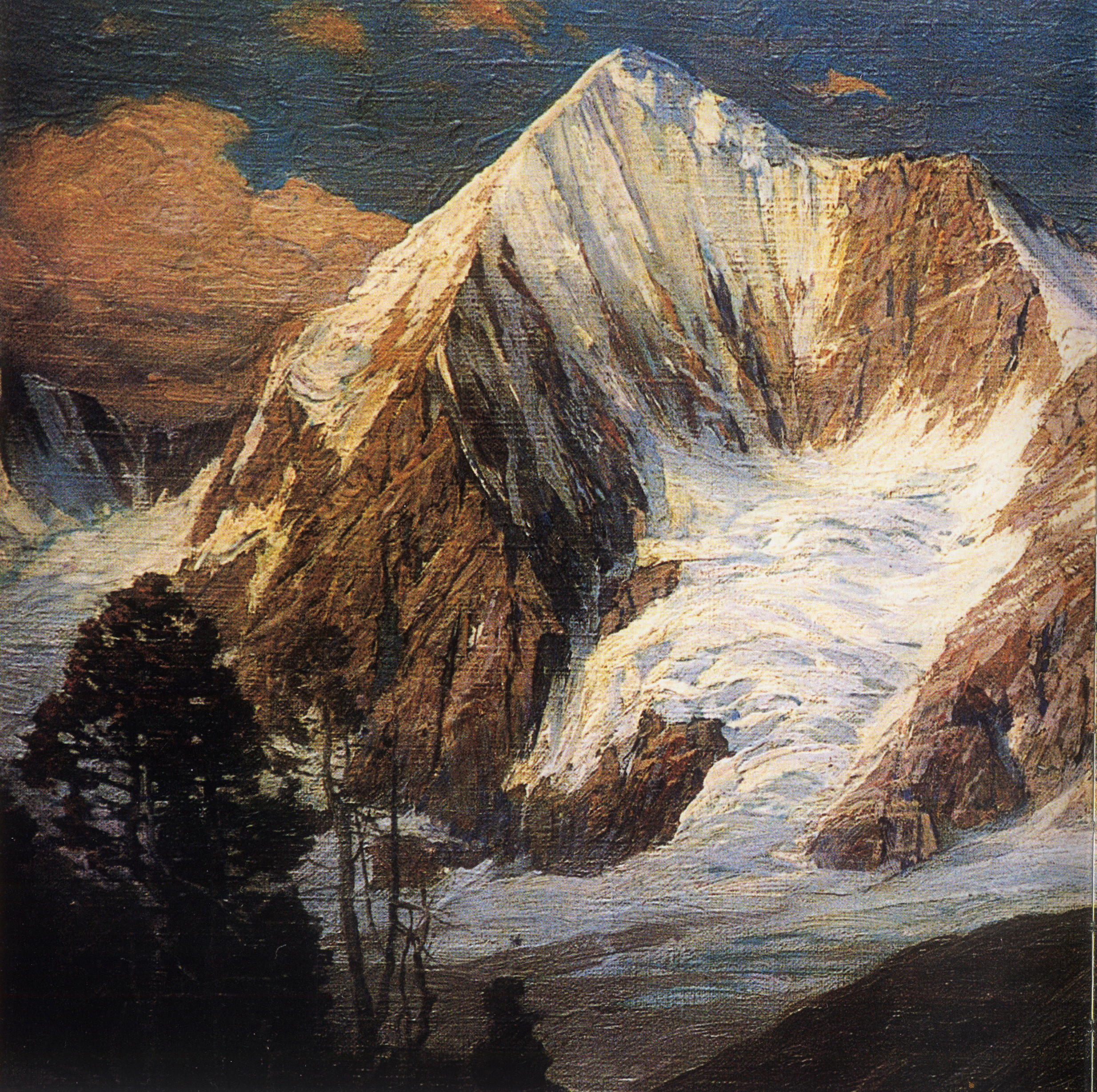
Le Gran Zebrù peint par Gustav Jahn.

Le Gran Zebrù s'élève à environ quatre kilomètres au sud-est de l'Ortles, principal sommet du groupe.
Son profil prononcé domine deux vallées de haute altitude : le val Zebrù du côté valtellinais, vallée latérale de la basse Valfurva, et la valle di Solda (Suldental) du côté tyrolien, vallée latérale du val Venosta.

## Ascension
Le Gran Zebrù est un sommet très populaire qui offre de nombreuses voies d'ascensions plus ou moins difficiles.

### La voie normale
C'est l'itinéraire de la première ascension en 1864, et aussi le plus emprunté. Il passe sur l'épaule et la crête sud-est, totalement en glace avec des pentes modestes à l'exception du goulot d'étranglement, un canal étroit qui constitue la partie clé de la montée (50°) et qui mène à l'épaule. La montée n'est pas très exposée et est évaluée PD+.

### Suldengrat
L'une des plus belles voies de crête des Alpes, la crête nord-ouest monte depuis le passo di Solda avec un développement de 1 300 m et des cotations en escalade de III et IV UIAA. La voie a été ouverte en 1880 par A. Jorg, R. Levy, J. Grill et Sepp Reinstadler. Une distinction doit être faite entre les voies Kurzer Suldengrat, celle actuellement parcourue et qui part directement du passo di Solda, et Langer Suldengrat, qui part directement dans les moraines du glacier de Solda et qui est très rarement parcouru. La voie est cotée D.

### Voie Ertl-Brehem directe
C'est l'un des chefs-d'œuvre des années trente, ouvert en 1930 par Hans Brehm et Hans Ertl et se développe au centre de la face nord. C'est un parcours très exigeant de 750 m avec passages en escalade cotés IV. La voie est cotée TD.

### Voie Meringa directe
C'est la révélation du tout jeune Kurt Diemberger en 1956. La Meringa s'est effondrée quelques années plus tard, s'est reformée dans les années 1960 et s'est à nouveau effondrée en 2001. Actuellement, elle n'a pas encore été réformée.

### Voie Aschenbrenner-Treichl
Ouverte en 1935 par l'un des champions allemands de l'époque, la voie monte au centre de la face rocheuses à gauche de la via Ertl-Brehem, s'en détache dans le canal d'attaque et procède sur terrain mixte, classée TD+.

### Voie Thomas Gruhl
Tracée en 1978 par W. Klimek et S. Glasegger dans le chenal à gauche des deux voies précédentes, avec des difficultés identiques ; évaluée TD.

### Voie Klimek-Gruhl
Itinéraire parcouru par W. Klimek et T. Gruhl en 1976, sur la côte gauche de la via Gruhl, sur terrain mixte et difficile, considéré globalement TD+.

### Voie Minnigerode
L'ouverture de cette route par Baptist Minnigerode avec Alois Pinggera et Peter Reinstadler en 1879 fut un grand exploit dans l'histoire de l'alpinisme. Les premiers grimpeurs n'ont pas utilisé de vis à glace et ont gravé 1 500 marches sans crampons. Elle est cotée D.

### La crête est
Effectué en 1894 entièrement par Valérie Svoboda d'Avignon et Heinrich Friedel avec Joseph Pichler et Friedel Schöpf, c'est un itinéraire de crête classique avec des difficultés de II et III, moins célèbres et populaires que le Suldengrat. Le long de l'éperon initial, une variante de difficulté comprise entre IV et V a été tracée en 1943 par C. Antiga, R. Apollonio, A. Gabellini. La difficulté globale est évaluée D-.

### Canalone delle Pale Rosse
C'est l'itinéraire contesté de la première ascension de Steinberger le long du versant ouest en 1854. La première ascension certaine remonte à 1881 par Carl Blenzinger et Peter Reinstadler. Aujourd'hui c'est une ascension classique évaluée AD+.
D'autres itinéraires, en particulier les plus récents, ont été tracés sur le Gran Zebrù, certains très difficiles.

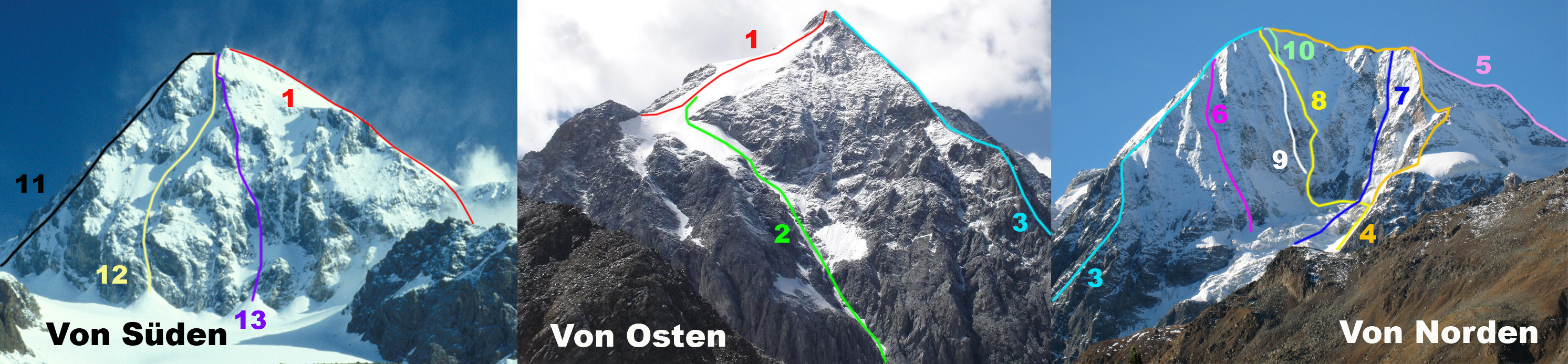
Quelques itinéraires importants sur le Gran Zebrù : 1 = Voie normale, 2 = Mur est, 3 = Crête est, 4 = Langer Suldengrat, 5 = Kurzer Suldengrat, 6 = Via Minnigerode, 7 = Mur nord ouest, 8 = Via Ertl-Brehem, 9 = Via Aschenbrenner-Treichl, 10 = Sortie directe, 11 = Canalone delle Pale Rosse, 12 = Soldato delle Pale Rosse, 13 = Ghost Zebru